# Monolithic Power Systems
Monolithic Power Systems, Inc. (MPS) ist ein US-amerikanisches Unternehmen, das Integrierte Schaltkreise für Systeme bereitstellt, die in Cloud-Computing, Telekommunikationsinfrastrukturen, Automobil-, Industrie- und Verbraucheranwendungen eingesetzt werden. Vertrieben werden die Produkte über Drittanbieter, Value-Added-Reseller und direkt an Originalgerätehersteller, Originaldesignhersteller und Dienstleister für die Elektronikfertigung in China, Taiwan, Europa, Korea, Südostasien, Japan und den Vereinigten Staaten.

## Geschichte
Monolithic Power Systems, Inc. wurde im November 1997 von Michael Hsing und James C. Moyer gegründet mit dem Ziel, ein Stromversorgungssystem auf einem einzigen Chip monolithisch aufzubauen.
Im Mai 1998 brachte das Unternehmen eine Single-Chip-Lösung zur Stromversorgung der CCFL-Hintergrundbeleuchtung in Notebooks auf den Markt. Das Produkt reduzierte die Gesamtlösungskosten und die Komplexität des Designs erheblich und führte zu einer deutlich verbesserten Leistungsumwandlung.
Das Unternehmen diversifizierte sich dann in DC/DC-Produkte, die den Industriestandard definierte. Im November 2004 brachte Michael Hsing das Unternehmen an die Börse. Das Unternehmen ist jährlich um bis zu 21 % gewachsen und gewann 2017 den Global Semiconductor Alliance Preis Global Semiconductor Alliance für die angesehenste aufstrebende Aktiengesellschaft. MPS umfasst nun 11 Produktlinien mit mehr als 2.000 Produkten.

## Produkte
MPS entwirft, entwickelt und vermarktet Kommunikations-, Speicher- und Computermärkte, Unterhaltungselektronik, Industrie- und Automobilmärkte. Das Unternehmen vertreibt seine Produkte über Drittanbieter, Value-Added-Reseller und direkt an Originalgerätehersteller, Original-Design-Hersteller und Dienstleister für die Elektronikfertigung in China, Taiwan, Europa, Korea, Südostasien, Japan und den Vereinigten Staaten.
MPS produziert 40.000 Wafer (TS-zertifiziert) in 8 und 12 Zoll Wafer-Fabriken.

## Standorte
Monolithic Power Systems hat seinen Hauptsitz in Kirkland, Washington, und verfügt über Produktionsstätten in Los Gatos, Kalifornien und Taipeh, Taiwan. Das Unternehmen arbeitet mit externen Fertigungen zusammen, verfügt über Prüfeinrichtungen in Chengdu, Volksrepublik China, und Qualitäts- und Zuverlässigkeitseinrichtungen in San José und Chengdu. Mehr als 300 Millionen Einheiten pro Monat werden getestet. MPS ist an mehr als 15 Standorten tätig.
Vollständige Liste der MPS Standorte:
- Nordamerika
  - Kirkland, Washington, USA
  - San José, Kalifornien, USA
  - Detroit, Michigan, USA
- Asien
  - Chengdu, Volksrepublik China
  - Hangzhou, Volksrepublik China
  - Shenzhen, Volksrepublik China
  - Shanghai, Volksrepublik China
  - Taipeh, Taiwan
  - Cheongju, Südkorea
  - Tokio, Japan
  - Singapur
  - Bengaluru, Indien
- Europa
  - Barcelona, Spanien
  - Ottobrunn, Deutschland
  - Tolochenaz, Schweiz

## Mitarbeiter
Monolithic Power Systems beschäftigt weltweit über 1.800 Mitarbeiter.
Michael R. Hsing ist Mitbegründer von MPS und ist seit der Gründung des Unternehmens im Jahr 1997 als CEO und Vorstandsvorsitzender tätig. Davor war er Senior-Entwickler für Siliziumtechnologie bei mehreren analogen IC-Unternehmen, wo er neue Technologien entwickelte und patentierte.

## Produkte

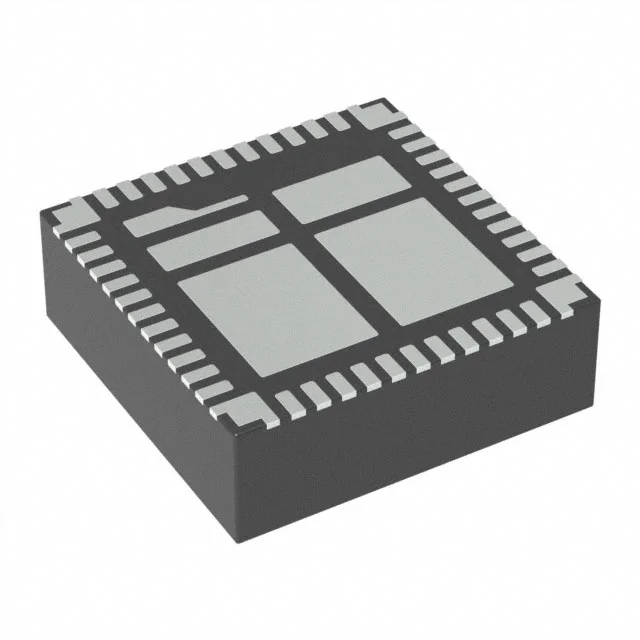
MPS MPM3682GRE - DC DC CONVERTER 0.65-5V

Die MPS-Produkte umfassen ein Portfolio aus Intellectual Properties und proprietären Waferherstellungsprozessen, wie beispielsweise digitale, analoge und Mixed-Signal Integrierte Schaltungen. Das Unternehmen bietet DC/DC-Wandler-ICs an, die zur Umwandlung und Steuerung von Spannungen verschiedener elektronischer Systeme verwendet werden, wie tragbare elektronische Geräte, Wireless LAN Access Points, Computer, Set-Top-Boxen, Displays, Autos und medizinische Geräte. Das Unternehmen bietet auch Lichtsteuer-ICs für Hintergrundbeleuchtungen an, die in Systemen verwendet werden, die die Lichtquelle für LCD-Panels in Notebooks, LCD-Monitoren, Autonavigationssystemen und LCD-Fernsehern darstellen. Darüber hinaus bietet sie AC/DC-Offline-Lösungen für Beleuchtungsanwendungen und AC/DC-Stromwandlungslösungen für verschiedene Endprodukte, die an eine Steckdose angeschlossen werden. Es werden auch Class-D-Audioverstärker hergestellt.

### BCD PlusTMTechnologie
BCD PlusTM ist eine proprietäre Prozesstechnologie, die in Standard-CMOS-Foundries implementiert wird, BiCMOS-Signaltransistoren mit einem effizienten DMOS-Leistungstransistor integriert, um kleine Ein-Chip-Power-Management-ICs herzustellen, die mit hoher Effizienz über eine Vielzahl von analogen Anwendungen arbeiten.

### Produktlinien
Im Juni 2019 expandierte MPS auf 11 Produktlinien für Sensor- und Power-Management-Lösungen.
- AC/DC Leistungsumwandlung
- Automotive
- Batteriemanagementsysteme
- DC/DC Leistungsumwandlung
- DC/DC Module
- Motortreiber
- Telekom (Computer und Notebooks)
- Telekom (Server)
- Positionssensoren und Stromsensoren
- Ultraschall
- Beleuchtungssysteme